# Twinkle (EP)
Twinkle es el EP debut del grupo femenino surcoreano Girls' Generation-TTS, compuesto por Taeyeon, Tiffany y Seohyun. El álbum fue lanzado digitalmente el 29 de abril de 2012 y físicamente el 2 de mayo de 2012 por S.M. Entertainment.

## Antecedentes y lanzamiento
El 19 de abril de 2012, S.M. Entertainment anunció la creación de Girls' Generation-TTS, el primer subgrupo oficial del grupo femenino surcoreano de nueve miembros Girls' Generation. Dijeron en una declaración, "El sub-grupo tiene como objetivo captar la atención de los aficionados con todos los aspectos de la música, el rendimiento y estilos de moda.". El lanzamiento de Twinkle también fue confirmado en el mismo comunicado de prensa. El sencillo, con el mismo nombre, "Twinkle", fue lanzado al mismo tiempo a través de iTunes para el mercado global, que incluye un libreto de fotos especial que era diferente de su versión fuera de línea.

## Promoción y recepción crítica
El grupo empezó sus actividades promocionales en M! Countdown de Mnet el 3 de mayo, y posteriormente realizó también en otros programas de música de Corea del Sur, como Music Bank de KBS, Show! Music Core de MBC e Inkigayo de SBS. Participaron en "Hello and Open Concert" de KBS en el mismo mes. En la última semana de promociones, Sooyoung de Girls' Generation realizó un baile solo para sus compañeras de grupo en el show Music Core, mientras Hyoyeon, otra miembro de Girls' Generation, realizó un baile en Inkigayo.
El 5 de junio de 2012, fue lanzado el vídeo musical del sencillo "OMG (Oh My Gosh)".
AllMusic le dio a Twinkle le dio una puntuación de cuatro de cinco estrellas. El sencillo "Twinkle" ocupó el puesto número 14 en la lista de David Bevan de top 20 canciones de K-pop del 2012 de Spin.

## Rendimiento en listas
Twinkle alcanzó #126 en el Billboard Top 200 Chart por la venta de más de 3.000 ejemplares, creando el registro para el álbum de K-pop más alto en la tabla en el tiempo (el registro ya ha sido golpeado por el álbum de 2NE1 Crush, que se posicionó en #61). El álbum también alcanzó #1 en Billboard Albums Chart y #2 en Billboard Heatseekers Albums. En julio de 2012 el álbum vendió cerca de 140.000 copias en Corea del Sur.
"Twinkle" alcanzó el número 1 en Gaon Digital Chart y número 2 en Billboard K-Pop Hot 100.  La canción tuvo más de 604.870 de descargas durante su primera semana de lanzamiento, ganando el primer lugar de Gaon Chart de sus descargas en su primera semana. A partir de julio de 2014, ha vendido más de 2.520.485 de descargas digitales en Corea del Sur.

## Sencillos
"Twinkle" fue lanzado como primer sencillo del subgrupo el 29 de abril de 2012. Fue escrita y producida por Brandon Fraley, Jamelle Fraley y Javier Solís, con su equipo de producción, Jam Factory. Fue grabado en Sunset Blvd Studios en Nashville, Tennessee. La canción es un tema de dance-pop con influencias de funk, pop y go-go, inspirándose en la música durante la década de 1970 y 1980, específicamente el de Stevie Wonder.

### Vídeo musical
El vídeo musical fue lanzado el 30 de abril. Comienza con Taeyeon, Tiffany y Seohyun saliendo de un coche con el instrumental de "OMG" (Oh My God) sonando en el fondo, mientras que una gran cantidad de paparazzis toman fotos ellas saludan y sonríen a las cámaras. Uno de los paparazzis en Park Chanyeol de EXO. El cantante de rock Jung Joon-young también pudo verse aquí como uno de los paparazzi. Después de hacer su camino a través de los paparazzi, giran y comienzan a cantar, mientras mueven sus brazos, por lo que todos pero uno de los paparazzi sigue todos sus movimientos. Taeyeon entonces conduce a las chicas aunque en un pasillo encuentran nuevos trajes, donde bailan y continúan. El vídeo muestra a Tiffany en una silla de vestidor, sosteniendo un perro y que le ofrecen ropa unas mujeres. Seohyun después comienza a caminar hacia la cámara, mientras las otras mujeres tienen diferentes pares de zapatos a elegir. Las tres chicas entonces se sientan y las mujeres las maquillan mientras siguen cantando. A continuación, Tiffany, Taeyeon y Seohyun se ven sentadas con el miembro de EXO Baekhyun mientras charlan y se preparan. Seohyun le susurra algo gracioso a Tiffany y terminan preparándose.
Tiffany lleva entonces a las chicas siguen por un pasillo y se cruzan con los miembros EXO Sehun y Kai, que luego chocan entre sí después de bailar con Tiffany. A continuación se muestran en un escenario donde cantan con micrófonos y bailan, una cortina aparece. En la siguiente parte, Seohyun es en la azotea de un edificio, con un piano y un cartel que iluminado que dice "Girls's Generation Twinkle" detrás de ella. Al terminar la canción, "안녕" (Goodbye, Hello) comienza jugando y luego muestran a los paparazzi afuera, reaccionan cuando uno de la parte frontal puertas una abierta, suponiendo que son las chicas. Pero después de que descubren fue solo el perro que Tiffany sostenía antes. Las cámaras van hasta el techo, en donde las tres chicas están mirando hacia abajo y riendo.

## Lista de canciones
| N.º | Título                                    | Música                                                                      | Escritor(es) | Duración |  |
| 1.  | «Twinkle»                                 | B. Fraley, J. Fraley, J. Solis                                              |              | 3:28     |  |
| 2.  | «Baby Steps»                              | Jimmy Andrew Richard, Sean Alexander, Tom Roger, Jimmy Burney, Joachim Alte |              | 3:56     |  |
| 3.  | «OMG» (Oh My God)                         | Kenzie                                                                      |              | 3:25     |  |
| 4.  | «Library»                                 | Sharon Vaughn, Didrik Thott, Sebastian Thott                                |              | 4:03     |  |
| 5.  | «Good-bye, Hello» (안녕; Annyeong)        | Hitchhiker                                                                  |              | 3:52     |  |
| 6.  | «Love Sick» (처음이었죠; Cheo-eumieotjyo) | Hwang Chan Hee                                                              |              | 3:26     |  |
| 7.  | «Checkmate» (체크메이트; Chekeumeiteu)    | Hitchhiker                                                                  |              | 3:27     |  |

Créditos están adaptados de Twinkle.

## Personal
Los créditos son adaptados de AllMusic.
| - Sean Alexander – Arreglador - Joachim Alte – Arreglador - Beat Burger – Coreógrafo, director - Jimmy Burney – Arreglador - Dave Cleveland – Guitarra - George Cochinni – Guitarra - Steve Dady – Ingeniero - Hitchhiker – Arreglador, Bajo, Dirección, Guitarra, Teclados, Programador - Greg Hwang – Coreógraco, Dirección - Kenzie – Arreglador, Dirección, Teclados, Director vocal - Kim Young-Hu – Ingeniero, Director vocal - Kim Young-Min – Supervisor ejecutivo - Lee Soo-Man – Productor ejecutivo | - Steven Muynkyu Lee – Supervisión - Gary Lunn – Bajo - Jimmy Andrew Richard – Arreglador - Jeff Roach – Teclados - Tom Roger – Arreglador - Lee Sung Sil – Asistente de ingeniero - Jae Sim – Coreógrafo, dirección - Sunset Blvd. Tracking Crew – Arreglador - TST – Bajo - Scott Williamson – Batería - Girls' Generation-TTS – Voz, coros, estilo |

## Posicionamiento en listas
| Lista (2012)                   | Posición |
| ------------------------------ | -------- |
| Japanese Oricon Albums Chart   | 6        |
| South Korean Gaon Album Chart  | 1        |
| US Billboard 200               | 126      |
| US Billboard Heatseekers Album | 2        |
| US Billboard World Albums      | 1        |

| Lista (2012)                  | Posición |
| ----------------------------- | -------- |
| South Korean Gaon Album Chart | 8        |

## Historial de lanzamiento
| País          | Fecha               | Formato          | Discográfica       |
| ------------- | ------------------- | ---------------- | ------------------ |
| Todo el mundo | 29 de abril de 2012 | Descarga digital | S.M. Entertainment |
| Corea del Sur | 2 de mayo de 2012   | CD               | S.M. Entertainment |
| Hong Kong     | 25 de mayo de 2012  | CD               | Universal Music    |
| Taiwán        | 8 de junio de 2012  | CD               | Universal Music    |